# Société d'histoire et de généalogie de Val-d'Or
La Société d'histoire et de généalogie de Val-d'Or (SHGVD) est un organisme sans but lucratif fondé en 1976, qui a pour mission de conserver et mettre en valeur l'histoire de Val-d'Or. La SHGVD est également un service d'archives privées agréé par Bibliothèque et Archives nationales du Québec. Elle est membre de la Fédération Histoire Québec et du Regroupement des services d'archives privées agréés du Québec (RSAPAQ).

## Historique
L'organisme est fondé le 27 mai 1976, sous le nom de Société historique de la Vallée-de-l’Or. L'organisme, incorporé en 1977, est d’abord hébergée par l’Université du Québec en Abitibi-Témiscamingue. En 1985, l'organisme s'installe dans les anciens locaux de la salle d’exposition du Centre culturel de Val-d'Or (aujourd’hui le Complexe culturel Marcel-Monette). Elle aménage alors une voûte, une chambre noire et une salle de consultation et de recherche, entre autres.
Entre 1977 et 1985 la SHGD réalise une série d’entrevues avec des pionnières et des pionniers de Val-d’Or et collecte plus d’une centaine de témoignages oraux. En 1982, l'organisme change de nom, et devient la Société d’histoire de Val-d’Or le 20 février 1982. En 2002, à la suite de la mise sur pied et de l'intégration à l'organisme d'un club de généalogie, l'organisme devient la Société d’histoire et de généalogie de Val-d’Or. En 2018, la SHGVD devient un service d'archives privées agréé par Bibliothèque et Archives nationales du Québec (BAnQ). L'agrément d'un service d’archives est une reconnaissance de partenaire accordée par BAnQ, à des services d'archives répartis dans toutes les régions du Québec.

## Collections

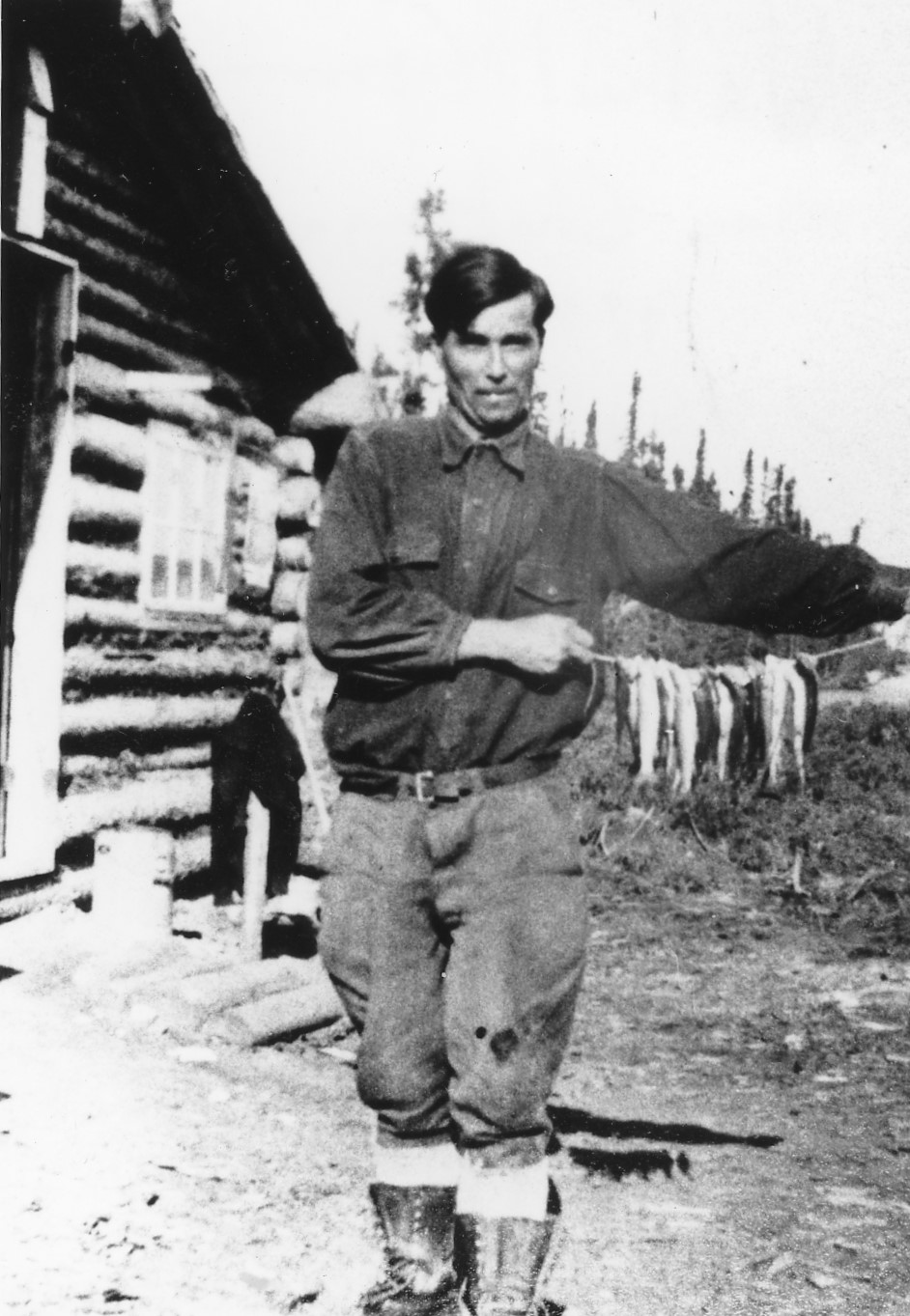
Gabriel Commanda, à Chibougamau en 1935. Archives tirée des collections de la SHGVD.

La SHGVD possède 700 fonds d'archives, représentants environ 25 mètres linéaires de documents textuels, environ 683 000 documents iconographiques, 410 heures d'enregistrements sonores, 176 heures d'images en mouvement et 120 cartes te plans.
| Cotes | Titres                                             |
| ----- | -------------------------------------------------- |
| P096  | La Société d'histoire et de généalogie de Val-d'Or |
| P107  | Armand Beaudoin, photographe                       |
| P115  | Ronald Brisson, photographe                        |
| P116  | Jacques Bourcier                                   |
| P126  | Herby Goyette, photographe                         |
| P145  | L'Écho Abitibien                                   |
| P176  | Lucien Cliche                                      |
| P449  | Gérald Bolduc, photographe                         |

## Activités
La Société d’histoire et de généalogie de Val-d’Or travaille à acquérir, traiter, conserver et préserver le patrimoine documentaire valdorien . L'organisme a également pour mandat d’enrichir l’historiographie locale, en produisant et diffusant la connaissance historique de la région de Val-d'Or. La SHGVD offre un support aux citoyens, étudiants aux organismes et aux chercheurs, dans les domaines de l'histoire et de la généalogie. Parmi ses projets, Val-d'Or au féminin, un projet de recherche et de rédaction d'un livre sur l'histoire des femmes de Val-d'Or. L'organisme organise des expositions, des circuits historiques, et participe à une chronique régulière sur les ondes de Radio-Canada Première en Abitibi-Témiscamingue.